# Český denár

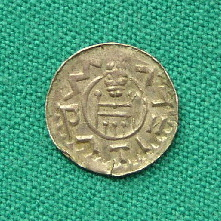
Denár Vratislava II.

Český denár (též dinár či denarius) je někdejší stříbrná mince ražená od poloviny 10. století v Čechách. 

## Historie
Ražba prvních denárů na českém území začíná kolem roku 955 za vlády knížete Boleslava I. (935-972). Jako základ pro zavedení denáru měl karolinský peněžní systém, přijatý v roce 781 Karlem Velikým.
První denáry  měly prostý a neokázalý vzhled. Na jedné straně je vyraženo jméno knížete BOLESLAV DUX, na druhé pak označení pražské mincovny PRAGA CIVITAS. 
Mince nesly velmi jednoduché stylizované obrázky: chrám, meč, ruce a další symboly. 
Od 11. století se začaly objevovat vyobrazení sv. Václava a v první polovině 12. století se razily nejpropracovanější ze všech emisí, na kterých již nebyla jen primitivní schémata, ale složitější vyobrazení různých křesťanských symbolů, vyobrazení mnicha atd. Hmotnost (od 0,7 do 1,5 g) a velikost (průměr od 16 do 20 mm) mincí se v různých obdobích měnily a měly také různé významy.
Kolem roku 1000 nastala politická krize, došlo k rychlému střídání panovníků a vnitrostátní neshody značně oslabily ekonomiku českého státu, což ovlivnilo také měnový systém. V důsledku toho denár ztrácí status komerční mince a je používán jako platidlo na domácím trhu. Poté se obsah stříbra v minci s každým dalším vydáním snižuje.
Poslední oboustranné denáry byly raženy počátkem 13. století a v roce 1210 byly nahrazeny jednostrannými mincemi zvanými brakteáty, které se svou hodnotou rovnaly denárům.

## Období ražby a označení panovníků na denárech
České denárové mince razili následující panovníci (v závorce jsou uvedeny roky období ražby):
- Václav (921–935) – jsou známy denáry s jeho jménem, ale nedají se mu s určitostí přisoudit
- Boleslav I. (935–972) – razil první historicky doložené mince Českého státu
- Boleslav II. (972–999) – na mincích se objevují motivy převzaté z anglických mincí (meč, pták, luk se šípem), založil mincovnu na Vyšehradě
- Soběslav (Slavníkovec) (981–995) – razil mince v Libici a v Malíně
- Boleslav III. (999–1002) – razil mince řezenského typu
- Vladivoj (1002–1003)
- Boleslav Chrabrý (1003–1004)
- Jaromír (1003, 1004–1012, 1033–1034) – mince převážně karolinského typu, poprvé mince s nápisem (jméno svatého Václava)
- Oldřich (1012–1033, 1034) – na lícní straně je velmi často vyobrazen kníže s péřovou čelenkou
- Břetislav I. (1035–1055) – na lícní straně vyobrazena postava knížete či kníže sedící na koni, na rubu svatý Václav, nebo motiv ptáka

Kolem roku 1050 byla uskutečněna měnová reforma, nově ražené denáry mají menší rozměry a hmotnost, jakost stříbra byla určena na 0,960
- Spytihněv II. (1055–1061)
- Vratislav II. (1061–1092) – za jeho vlády došlo k rychlému znehodnocení měny
- Konrád I. (1092) – razil mince pouze na Moravě
- Břetislav II. (1092–1100) – svým vzhledem a zpracováním patřily k nejkvalitnějším, ačkoliv jejich kupní hodnota nebyla vysoká
- Bořivoj II. (1101–1007, 1017–1020)
- Svatopluk (1107–1109)
- Vladislav I. (1109–1118, 1120–1125)
- Soběslav I. (1125–1140)
- Vladislav II. (1140–1158) – denáry měly nízkou jakost, někdy až 0,050 (namísto původně určené jakosti 0,960), některé jsou měděné s pouhým postříbřením
- Bedřich (1172–1173, 1178) – jakost některých mincí klesla až na úroveň 0,010
- Soběslav II. (1173–1178)
- Konrád II. Ota (1189–1191)
- Václav II. (1191–1192)
- Jindřich Břetislav (1193–1197)
- Vladislav Jindřich (1197)
- Přemysl Otakar I. (1192–1193, 1197–1210) – české denáry razil asi do roku 1210, poté byly postupně nahrazeny novým typem mincí brakteáty

### Moravské denáry
Moravské denárové mince razili následující panovníci, (v závorce jsou uvedeny roky období ražby):
- Břetislav I. (1028–1034)
- Spytihněv II. (1048–1050)

Olomoucké knížectví:
- Spytihněv II. (1050–1054)
- Vratislav II. (1054–1061–1092)
- Ota I. (1061–1087)
- Vratislav II. a Boleslav (asi 1085)
- Boleslav (asi 1090)
- Bořivoj II. a Vratislav II. (1090–???)
- Eufemie (1087–1095)
- Svatopluk (1095–1107)
- Ota II. (1107–1110, 1113–1125)
- Vladislav I. (1110–1113)
- Jindřich a Václav (???–1125)
- Jindřich (???–1125)
- Soběslav I. (asi 1125)
- Soběslav I. a Václav (asi 1125)
- Václav (1126–1130)

Znojemsko:
- Litold Znojemský (1092–1097, 1100–1112)

Brněnské knížectví:
- Konrád I. a Ota I. (1055–1061)
- Konrád I. (1061–1091)
- Břetislav II. (1092–1100)
- Břetislav II. a Vratislav II. (asi 1092)
- Oldřich (1092–1115)
- ??? (1097–1099)
- Ota II. a Spytihněv (1125)

Moravské markrabství
- Vladislav I. Jindřich (1197–1222)
- Vladislav II. (1224–1227)
- Přemysl (1228–1239)
- Vladislav III. (1246–1247)
- Přemysl Otakar II. (1247–1253)